# ДЕЛ-02
ДЕЛ-02 — серійний дизель-поїзд Луганського тепловозобудівного заводу з електричною передачею і асинхронними тяговими двигунами. Будується з 2004 року. Станом на червень 2012 року, побудовано 6 дизель-поїздів.

## Історія

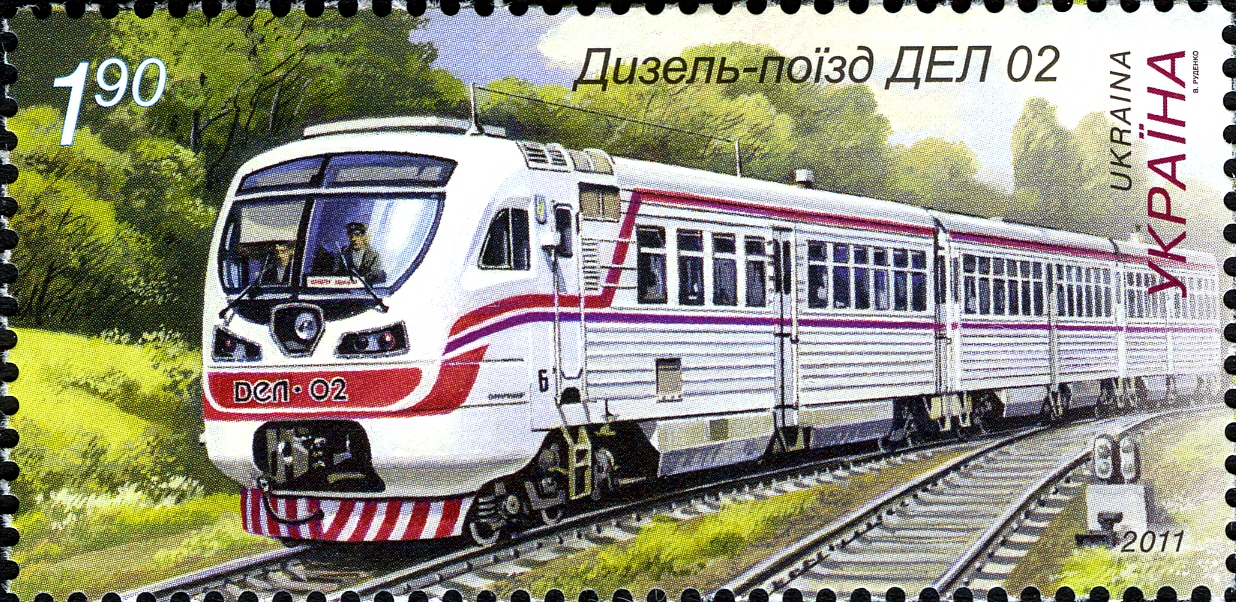
«ДЕЛ-02», поштова марка України (2011)

Відповідно до світової практики розвитку рухомого складу залізниць, перед залізницями України постало питання про створення дизель-поїзда з електричною передачею змінного струму з використанням асинхронних тягових двигунів. Для вирішення цього завдання на Луганському тепловозобудівному заводі був побудований дослідний дизель-поїзд ДЕЛ-01-001.
Результати випробувань дизель-поїзда ДЕЛ-01 показали, що реалізовані технічні рішення, в основному, підтвердили правильність обраних конструктивних параметрів. За результатами випробувань дизель-поїзда ДЕЛ-01 була проведена доробка систем управління, комплектуючого обладнання і здійснена його модернізація, одночасно з якою був побудований дизель-поїзд ДЕЛ-02, який відрізнявся новим дизайном виконання вагонів і підкузовним розташуванням нової дизель-генераторної установки.

## Загальні відомості
Дизель-поїзд призначений для перевезення пасажирів у приміському сполученні в районах з помірним кліматом на залізницях колії 1520 мм без електрифікації.
Дизель-поїзд складається з трьох вагонів (2 моторних, 1 причіпний), які сформовані за схемою М-П-М. Схема управління забезпечує можливість експлуатації двох зчленованих дизель-поїздів з одного поста управління.
Кількість місць для сидіння — 336, в тому числі, в моторному вагоні — 100, у причіпному вагоні — 136.
Передача дизель-поїзда — електрична змінного струму, складається з тягового синхронного генератора, випрямно-інверторного перетворювача частоти, двох асинхронних тягових електродвигунів типу АД-906. Живлення тягових двигунів — від автономних інверторів напруги. Мікропроцесорний блок керування забезпечує оптимальну роботу електропередачі в різних режимах руху. Зв'язок мікропроцесорного блоку з пультом управління, дизелем і основними елементами передачі — цифровий.
Силова установка дизель-поїзда типу 12V 183 DE — виробництва фірми MTU (Німеччина). Модуль силової установки розміщується в кожному моторному вагоні. Модуль складається з дизеля, тягового генератора фірми Siemens, повітряного фільтра, радіатора, глушника. У приводному модулі розташовані також джерела живлення кіл керування, освітлення і зарядки акумуляторних батарей. Розташування силової установки — підкузовне. Дизельний двигун поїзда — V-подібний дванадцятициліндровий чотиритактний з газотурбінним надувом і рідинним охолодженням. Потужність кожного з двох дизелів — 550 кВт. Запас палива розміщується в паливному баку, закріпленому на рамі моторного вагона, і становить не менше 1500 кг.
Вартість такого дизель-поїзда становить 41 млн грн. На 100 км дизель споживає в середньому 100 літрів дизельного палива.

## Технічні характеристики
- Маса Поїзда — 173 т;
- Моторного вагона — 64 т;
- Причіпних вагонів — 45 т;
- Довжина по осях автозчеплення — 75 750 мм;
- Число сидячих місць — 336;
- Годинна потужність головних дизелів — 2 × 748 к.с.;
- Дотична сила тяги на ободах рушійних коліс — до 21 000 кгс;
- Конструкційна швидкість — 130 км/год;
- Мінімальний радіус проходження кривих — 125 м.
- Ширина колії — 1520 мм
- В експлуатації — з 2004 року
- Осьова формула — (20—2)+(2—2)+(2—20)
- Матеріал вагона — сталь
- Кількість дизельних двигунів — 2
- Кількість ТЕД — 2х4
- Тип передачі — електрична
- Тип гальма — електричне, електропневматичне, ручне
- Діаметр коліс — 950 мм.